# Загорье (Кирилловский район)
Загорье — деревня в Кирилловском районе Вологодской области.
Входит в состав Ферапонтовского сельского поселения, с точки зрения административно-территориального деления — в Ферапонтовский сельсовет.
Расстояние по автодороге до районного центра Кириллова — 24,5 км, до центра муниципального образования Ферапонтово — 2,5 км. Ближайшие населённые пункты — Оденьево, Леушкино, Ципино.
По переписи 2002 года население — 2 человека.